# Toxoderidae
Toxoderidae je čeleď kudlanek čítající více než 60 druhů. 
Druhy této čeledi se vyskytují na indickém subkontinentu, v Indonésii, Austrálii, tropické Africe, jihozápadní Asii a v Afghánistánu. Jedná se o velké kudlanky s dlouhým, často bizarně tvarovaným tělem a kuželovitýma očima, na nichž se někdy nachází trnovité výběžky. Většina druhů má velmi dlouhou předohruď, jejíž délka dosahuje téměř poloviny celkové délky těla. Svým vzhledem napodobují větve stromů. Štěty (Cerky) na zadečku jsou u těchto kudlanek zploštělé a vypadají jako drobné lístky. Též na nohách mají některé druhy listovité přívěsky.

## Taxonomie
Dříve byla čeleď Toxoderidae řazena jako podčeleď do čeledi Mantidae.

### Rody
Podčeleď Compsothespinae
- Compsothespis – 14 druhů

Podčeleď Heterochaetinae
- Heterochaeta – 11 druhů

Podčeleď Oxyothespinae

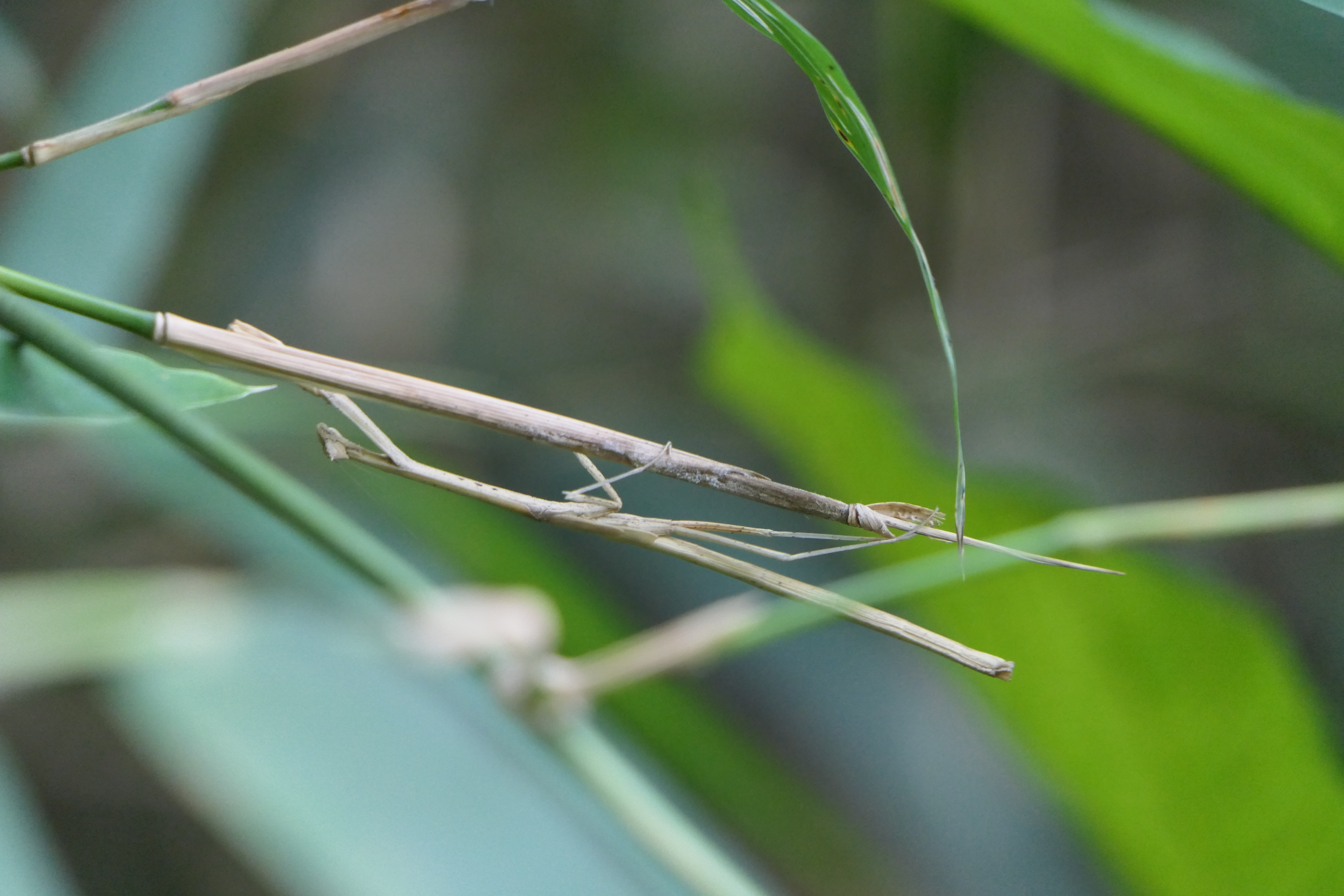
Číhající kudlanka rodu Heterochaetula

- Heterochaetula (syn. Cheddikulama)– 3 druhy
- Acithespis – 1 druh
- Lobothespis – 1 druh
- Oxyothespis – 24 druhů
- Paraseverinia – 1 druh
- Severinia – 8 druhů
- Sinaiella – 3 druhy
- Somalithespis – 1 druh

Podčeleď Toxoderinae
- Aethalochroa – 6 druhů
- Belomantis – 3 druhy
- Calamothespis – 17 druhů
- Oestomantis – 2 druhy
- Pareuthyphlebs – 7 druhů
- Toxomantis – 2 druhy
- Metatoxodera – 1 druh
- Paratoxodera – 6 druhů
- Protoxodera – 1 druh
- Stenotoxodera – 2 druhy
- Toxodera – 8 druhů
- Euthyphleps – 3 druhy
- Toxodanuria – 2 druhy
- Toxoderella – 1 druh
- Toxoderopsis – 2 druhy